# Frederator Studios
Frederator Studios es un estudio de animación independiente fundado en 1997 por Fred Seibert, con su primera serie estrenada en 1998. El estudio se enfoca principalmente en artistas que escriben sus propios cortos, series y películas. Su eslogan es: "Original Cartoons since 1998." (caricaturas originales desde 1998) El estudio tiene sedes en Nueva York y Burbank, California. Frederator Studios es parte de Frederator Networks, Inc.

## Historia
Previo a Frederator en 1983, Fred Seibert fundó Fred/Alan, Inc. en Nueva York con su amigo de la universidad Alan Goodman en 1988, Fred/Alan se alió con Albie Hecht en Chauncey Street Productions para producir programas de televisión para Nickelodeon, MTV, A&E y CBS.
Seibert fue nombrado presidente de Hanna-Barbera Cartoons en 1992, para después crear Qué historia tan maravillosa, el show (también conocido como Vaya un dibujo en España). Programa del cual se originaron las primeras series populares en 10 años de Hanna-Barbera en colaboración con Cartoon Network, El laboratorio de Dexter, Johnny Bravo, La vaca y el pollito, Yo soy la comadreja, Las chicas súperpoderosas y Coraje el perro cobarde. En 1996, cuando Time Warner se fusionó con Turner Broadcasting (propietario de Hanna-Barbera), Seibert abandonó el estudio.
Frederator Incorporated fue fundado en 1997 (con sus primeras caricaturas lanzadas en 1998) y fue ubicada en una sede temporal de Nickelodeon Animation Studio, en North Hollywood, California. La producción debut de Frederator fue una incubadora de cortos animados, una serie de televisión llamada Oh Yeah! Cartoons, de la cual nacieron tres series: Los padrinos mágicos, Zona Tiza y La robot adolescente; junto con otros 51 cortos originales animados incluyendo las primeras películas de creadores como Butch Hartman, Rob Renzetti, Tim Biskup, Larry Huber, Pat Ventura, Seth MacFarlene y Carlos Ramos. Oh Yeah! Cartoons estaba basado en la serie de cortos de Seibert: Qué historia tan maravillosa, el show. Frederator ha producido un total de 16 series de televisión junto con más de 200 miniseries, incluyendo episodios web. Además de actualmente estar generando acuerdos con Sony Pictures Entertainment y YouTube.
En 2002 Frederator creó un proyecto para caricaturas preescolares con la productora Susan Miller's Mixed Media Group, Inc. y produjo su primera serie animada infantil creada por Bob Boyle para Nick Jr., Wow! Wow! Wubbzy!.
Frederator Studios creó la serie de televisión y concurso The Nicktoons Film Festival (conocida hoy en día como Nicktoons Network Animation Festival) para Nicktoons Network, la cual debutó el 24 de octubre de 2004.
En 2004, David Karp ingresó a Frederator Studios en su primera central en Manhattan y creó la primera plataforma de foros. En 2007 lanzó Tumblr desde un escritorio rentado en las oficinas de Park Avenue South de Frederator Studios, con Marco Arment como ingeniero en jefe. Seibert fue uno de los primeros en hacer publicaciones en Tumblr.
El 1 de noviembre de 2005, Frederator lanzó lo que llamaría "el primer podcast de caricaturas." Llamado Channel Frederator por David Karp (el cual también estructuró y editó los primeros episodios), esta cadena semanal de animación mostraba películas que les enviaban de alrededor de todo el mundo y rápidamente se volvió uno de los video podcasts más vistos en iTunes. Poco tiempo después publicó en 2006 The Wubbcast el primer podcast enfocado a una audiencia de preescolares. También lanzó ReFrederator en abril de 2006 donde exponían antiguos dibujos animados del dominio público. Channel Frederator se volvió el modelo para la compañía de medios masivos de Seibert Next New Networks y alcanza casi cuatro millones de reproducciones diarias.
El 25 de junio de 2007 la revista Variety anunció que el estudio crearía Frederator Films, dedicada a crear largometrajes animados con un presupuesto menor a 20 millones de dólares. La primera película de Frederator fue producida por Paramount Pictures, coproducida con Bad Robot Productions de J.J. Abrams. También acordaron en 2009 sus primeras dos películas en un convenio de producción con Sony Pictures Animation.
El estudio produjo su primera serie original en internet con el animador independiente Dan Meth. The Meth Minute 39 salió al público el 5 de septiembre de 2007, presentando 39 de los cortos de Meth. Su primera caricatura fue "Internet People" un video sobre YouTube y MySpaceTV sitios web en los que se mostraban las más populares tendencias de Internet y la gente que los frecuentaba, a partir de esta serie se produjo una subserie, Nite Fite, la cual debutó en octubre de 2008. Estas series han sumado más de 35 millones de reproducciones hasta la fecha.
Random! Cartoons fue la última incubadora de cortos de Frederator, la cual fue publicada por Nicktoons en 2009. de ella se fundaron dos series de televisión: Fanboy y Chum Chum y Hora de Aventura, junto con la serie de Internet Los Guerreros Valientes.
Frederator anunció su primer canal financiado por YouTube y productora de animación para audiencia madura, Cartoon Hangover, en febrero de 2012. Durante su lanzamiento, Frederator produjo tres series animadas para el canal: Los Guerreros Valientes, creada por Pendleton Ward; SuperF*ckers, creado por James Kochalka; y Too Cool! Cartoons, una incubadora con contenido de diferentes animadores. Los guerreros valientes se estrenó el 8 de noviembre de 2012 y SuperF*ckers se estrenó el 30 de noviembre de 2012.
En julio de 2013 como parte de Too Cool! Cartoons Cartoon Hangover estrenó la primera parte del cortometraje de 10 minutos Bee and PuppyCat creada por Natasha Allegri. Debido a su popularidad, en noviembre de 2012 Frederator lanzó una campaña en Kickstarter para financiar una primera temporada de la serie, la cual fue exitosa y recaudó 872,122 dólares para producir más episodios del show. El proyecto fue la campaña de animación y series web más exitosos de Kickstarter hasta ese entonces y la cuarta en la categoría de proyectos para Película/Video.
En 2014, Frederator anunció el lanzamiento de Channel Frederator Network, una comunidad de múltiples canales independientes de animación en YouTube. Desde sus inicios, Channel Frederator Network ha generado más de un billón de reproducciones, con un promedio de 30 millones al mes alrededor de su comunidad de más de 200 canales. Algunos de sus canales más populares son FilmCow (con un poco más de un millón de suscriptores), Cartoon Hangover (con más de un millón de suscriptores), y Simon's Cat (con más de 2,800,000 suscriptores) el cual es el segundo canal de animación más popular de YouTube. Una vez parte de la comunidad, Frederator administra toda la publicidad y distribución para sus canales de YouTube, pomocionando su show y su mercancía oficial.
En 2016, el estudio mexicano de animación Ánima Estudios y Frederator Studios lanzó una nueva comunidad de YouTube, llamada Átomo Network, enfocada al contenido en español.

## Filmografía

### Series de televisión
| Título                          | Título                             | Emisión   | Creador(es)/Desarrolador(es) | Coproducción                                           | Emisora original                               | Observaciones |
| Original                        | Español                            | Emisión   | Creador(es)/Desarrolador(es) | Coproducción                                           | Emisora original                               | Observaciones |
| ------------------------------- | ---------------------------------- | --------- | ---------------------------- | ------------------------------------------------------ | ---------------------------------------------- | ------------- |
| Oh Yeah! Cartoons               | Oh Yeah! Cartoons                  | 1998-2001 | Fred Seibert                 | Nickelodeon Animation Studio                           | Nickelodeon                                    |               |
| The Fairly OddParents           | Los padrinos mágicos               | 2001-2017 | Butch Hartman                | Nickelodeon Animation Studio Billionfold Inc. (T6-T10) | Nickelodeon (2001-2016); Nicktoons (2017)      |               |
| ChalkZone                       | Zona Tiza                          | 2002-2008 | Bill Burnett y Larry Huber   | Nickelodeon Animation Studio                           | Nickelodeon                                    |               |
| My Life as a Teenage Robot      | Mi vida de robot adolescente       | 2003-2009 | Rob Renzetti                 | Nickelodeon Animation Studio                           | Nickelodeon (2003-2005); Nicktoons (2008-2009) |               |
| Random! Cartoons                | Random! Cartoons                   | 2008-2009 | Fred Seibert                 | Nickelodeon Animation Studio                           | Nickelodeon                                    |               |
| Fanboy and Chum Chum            | Fanboy y Chum Chum                 | 2009-2014 | Eric Robles                  | Nickelodeon Animation Studio                           | Nickelodeon (2009-2012); Nicktoons (2014)      |               |
| Adventure Time                  | Hora de aventuras                  | 2010-2018 | Pendleton Ward               | Cartoon Network Studios                                | Cartoon Network                                |               |
| Adventure Time: Distant Lands   | Hora de aventuras: Tierras lejanas | 2020-2021 | Adam Muto                    | Cartoon Network Studios                                | HBO Max                                        |               |
| Adventure Time: Fionna and Cake | Hora de aventura con Fionna y Cake | 2023      | Adam Muto                    | Cartoon Network Studios                                | HBO Max                                        |               |

### Series en línea
Channel Frederator: 
- The Meth Minute 39 (5 de septiembre de 2007)

Cartoon Hangover: 
- Los Guerreros Valientes (8 de noviembre de 2012)
- SuperF*ckers (30 de noviembre de 2012)
- Too Cool! Cartoons (4 de abril de 2013)
- Bee and PuppyCat (6 de noviembre de 2014)

### Cortos
- Costume Quest dirigido por Patrick McHale (TBA)[24]

#### Too Cool! Cartoons
- Our New Electrical Morals creado por Mike Rosenthal (4 de abril de 2013)
- Rocket Dog creado por Mel Roach (2 de mayo de 2013)
- Ace Discovery creado por Tom Gran y Martin Woolley (30 de mayo de 2013)
- Bee and Puppycat (parte 1: julio de 2013, parte 2: 7 de agosto de 2013)
- Doctor Lollipop creado por Kelly Martin (12 de septiembre de 2013)
- Chainsaw Richard creado por Chris Reineman (17 de julio de 2014)
- Dead End (26 de junio de 2014)
- Manly creado por Jesse Moynihan and Justin Moynihan (31 de julio de 2014)
- Blackford Manor creado por Jiwook Kim (2014)
- SpaceBear creado por Andy Helms (2014)

#### GO! Cartoons
GO! Cartoons comenzará en 2016. Frederator se aliará con Sony Pictures Animation para la serie.

#### Películas de televisión
| Título                     | Título                   | Año de estreno | Director(es)                 | Coproducción                                                   | Emisora original | Observaciones                                                  |  |
| Original                   | Español                  | Año de estreno | Director(es)                 | Coproducción                                                   | Emisora original | Observaciones                                                  |  |
| -------------------------- | ------------------------ | -------------- | ---------------------------- | -------------------------------------------------------------- | ---------------- | -------------------------------------------------------------- |  |
| Abra-Catastrophe           | Abra-Catástrofe          | 2003           | Butch Hartman                | Nickelodeon Animation Studio; Nelvana                          | Nickelodeon      | Primera película de la serie Los Padrinos Mágicos.             |  |
| Channel Chasers            | Cazadores de canales     | 2004           | Butch Hartman                | Nickelodeon Animation Studio; Nelvana                          | Nickelodeon      | Segunda película de la serie Los Padrinos Mágicos.             |  |
| The Jimmy Timmy Power Hour | La hora de Jimmy y Timmy | 2004           | Butch Hartman y Keith Alcorn | Nickelodeon Animation Studio; DNA Productions; O Entertainment | Nickelodeon      | Una de las películas crossover más importantes de Nickelodeon. |  |